# United Abominations
United Abominations jedanaesti je studijski album američkog thrash metal sastava Megadeth. Objavljen 15. svibnja 2007. godine, United Abominations prvi je Megadethov uradak koji je objavio Roadrunner Records te ga je, uz iznimku frontmena Davea Mustainea, snimila potpuno nova postava. Tijekom promidžbene turneje gitarist Glen Drover napustio je grupu zbog privatnih razloga te ga je zamijenio Chris Broderick, zbog čega je United Abominations jedini Megadethov studijski album na kojem je sudjelovao.
United Abominations dobio je pozitivne kritike i debitirao je na osmom mjestu ljestvice Billboard 200, najvišoj poziciji grupe na toj ljestvici od albuma Youthanasia iz 1994. sve do 2013. godine, kad je Super Collider u prvom tjednu objave zauzeo šesto mjesto. Greg Prato iz AllMusica izjavio je da Megadeth na uratku "zvuči preporođeno". Tekstovi pjesama na albumu bave se politikom i općim stanjem u svijetu; Ed Thompson iz IGN-a izjavio je da je United Abominations najviše politički amngažiran uradak skupine. Guitar World odabrao ga je za album godine 2007. U anketi časopisa Burrn! 2007. godine čitatelji su izabrali naslovnicu uratka za najbolju, dok je u kategoriji najbolje skladbe pobijedio "Washington Is Next!".

## Pozadina
Prije objave United Abominationsa Megadeth je potpisao ugovor s Roadrunner Recordsom. Skupina je s prethodnim izdavačima, Capitol i Sanctuary Recordsom, nailazila na poteškoće u pogledu polaganja prava na pjesme. Bio je to prvi Megadethov album od The System Has Faileda iz 2004. godine, koji je objavio Sanctuary. Tijekom promidžbene turneje za The System Has Failed Megadethov je frontmen, gitarist i pjevač Dave Mustaine razmišljao o raspuštanju Megadetha kako bi mogao snimati kao samostalni izvođač. Na rasprodanom koncertu u Buenos Airesu Mustaine je izjavio da će skupina nastaviti postojati. Nastup u Buenos Airesu tijekom kojeg je to izjavio bio je snimljen i objavljen na CD-u i DVD-u pod imenom That One Night: Live in Buenos Aires.
Uz iznimku Mustainea Megadeth se sastojao od nove postave koju su činili gitarist Glen Drover, basist James LoMenzo i bubnjar Shawn Drover. Mustaine je pozvao navedene glazbenike u grupu kao punopravne članove, a ne kao studijske glazbenike. Izjavio je da mu se sviđala "bratska kemija" braće Drover i da je LoMenzo "legendaran".

## Skladanje i snimanje
Mustaine je komentirao da je ovaj put "počeo snimati album bez prethodno osmišljenih ideja". Izjavio je da je neke stihove na United Abominationsu nadahnulo njegovo razočaranje prethodnim diskografskim kućama, izjavivši: "Dosta toga pretočilo se u intenzivnost uratka." Skladao je pjesme na način da "slušatelja potakne na razmišljanje". Tekstovi uglavnom govore o tadašnjim odlukama američke vlade, koje je Mustaine smatrao nepromišljenima. Izjavio je da je snimanje novih skladbi bilo "vrlo zabavno" iako su se pojavili problemi sa složenijim glazbenim i vokalnim aranžmanima. Sve je tekstove i svu glazbu, uz iznimku jedne pjesme, napisao Mustaine; "Never Walk Alone... A Call to Arms" zajedno su napisali Mustaine i gitarist Glen Drover. Usprkos tome što većem dijelu sastava nisu bile pripisane zasluge za skladanje pjesama, članovi su izjavili da im je snimanje glazbe bilo odlično iskustvo.
United Abominations bio je sniman od 2006. do 2007. godine u SARM Hook End Studiosu u Londonu, The Steakhouseu u Los Angelesu, Big Fishu u Encinitasu te Backstage Productionu. Dodatne snimke nastale su u studiju za probe S.I.R. u Hollywoodu i Mustaine Musicu u Fallbrooku. Velik dio albuma bio je snimljen u Engleskoj jer se Mustaineu sviđala činjenica da je njegova omiljena grupa, Led Zeppelin, više puta ondje snimala svoje uratke. Za produkciju su zaslužni Mustaine, Jeff Balding i Andy Sneap.
"À Tout le Monde (Set Me Free)" je prerada skladbe "A Tout le Monde", koja se prvotno pojavila na albumu Youthanasia iz 1994. godine. Ta je novija inačica pjesme brža i vedrija od izvorne te se na njoj pojavljuje gostujuća pjevačica Cristina Scabbia iz grupe Lacuna Coil. Scabbia je komentirala da "je oduvijek voljela 'A Tout le Monde'" i da ju je "vrlo iznenadio taj poziv—bila mi je velika čast biti dio toga." Mustaine je izabrao Scabbiju umjesto triju drugih pjevačica zbog njezine "vladavine u biznisu heavy metala". Kasnije je dodao da je u početku mislio objaviti pjesmu kao B-stranu u Japanu, ali da je predsjednik Roadrunner Recordsa (Megadethova tadašnjeg izdavača) odlučio da "À Tout le Monde (Set Me Free)" bude objavljen kao prvi singl s albuma.
Skladba "Gears of War" pojavila se u glazbi istoimene videoigre. Isprva je bila instrumental, no Microsoft je upitao Megadeth smije li iskoristiti pjesmu u Gears of Waru. Sastav je pristao i napisao tekst za pjesmu, no inačica pjesme s tekstom nije se pojavila u videoigri jer se rad na igri približavao kraju.

### Naslovnica
Sve ilustracije za album bile su izabrane nakon natječaja održanog na DeviantArtu. Natjecatelji su trebali dizajnirati novu inačicu Vica Rattleheada, maskotu grupe koja se pojavila na brojnim naslovnicama Megadethovih albuma. Mustaine je birao radove jedanaestorice finalista. Naslovnica je službeno bila objavljena u kolovozu 2006. godine te prikazuje Sjedište Ujedinjenih naroda u plamenu i kako ga uništavaju padajuće bačve s naftom. Vic Rattlehead i 'Angel of Deth' (Anđeo smrti) prikazani su ispred zgrade. Iako naslovicu CD-a nije izradio pobjednik natječaja, Mustaine je izjavio da mu je to bila omiljena slika i da ju je želio za naslovnicu. U knjižici albuma nema fotografija članova sastava te cijeli dizajn uglavnom čine obožavateljske ilustracije.

## Objava i promidžba
United Abominations izvorno je trebao biti objavljen u listopadu 2006. godine, no kad se ugovoreno vrijeme objave počelo približavati, Mustaine je u kolovozu 2006. časopisu Billboard rekao: "Upravo ga dovršavamo. Moramo još malo raditi na njemu dok ne bude gotov, ali trebao bi biti objavljen iduće godine." Dovršeni uradak procurio je na internet u travnju 2007. godine, a prvo službeno izdanje albuma bilo je objavljeno 8. svibnja isključivo u Japanu i sadržavalo je obradu pjesme "Out on the Tiles" Led Zeppelina. Diljem svijeta bio je objavljen tjedan dana kasnije. U prvom je tjednu objave u SAD-u bio prodan u gotovo 60.000 primjeraka i debitirao na osmom mjestu ljestvice Billboard 200, 10 mjesta više nego prethodni uradak, The System Has Failed iz 2004. godine. U Finskoj je debitirao na drugom mjestu, u Kanadi na petom, dok je u sedam ostalih država ušao u top 30. Do 19. kolovoza 2007. u SAD-u je bio prodan u 122.000 primjeraka.
Kako bi podržao album, Megadeth je u ožujku 2007. otišao na kanadsku turneju tijekom koje je bio predgrupa Heaven & Hellu i Downu, nakon čega je uslijedila sjevernoamerička turneja na kojoj je ponovo bio predgrupa Heaven and Hellu i nastupao s Machine Headom. Na toj je turneji, koja je trajala do svibnja, sastav prvi put odsvirao pjesme "Gears of War", "Washington Is Next!" i "Sleepwalker". Poslije turneje s Heaven and Hellom Megadeth je otišao na svjetsku turneju Tour of Duty, koja je trajala do ožujka 2008. Također je otišao i na turneju Gigantour koja se održala u Australiji, a predgrupe su mu bile Static-X, DevilDriver, Lacuna Coil i Bring Me the Horizon. Na jednom koncertu u Australiji i jednom koncertu u Italiji (Milanu) Cristina Scabbia s Megadethom je otpjevala pjesmu "À Tout le Monde (Set Me Free)".

## Recenzije
United Abominations dobio je uglavnom pozitivne kritike i kritičari su ga smatrali Megadethovim povratkom u formu. Don Kaye sa stranice Blabbermouth.net komentirao je da je uratkom "bestidno vlada gitara, prepun je rifova i solaža koji dolaze iz svih smjerova. Vratio se osjećaj za kontroliranu eksplozivnu instrumentaciju, nešto što je krasilo rane Megadethove uratke, što znači da se praktički vratio i Megadeth." Recenzent About.coma Chad Bowar izjavio je da je to "najbolji Megadethov album u barem deset godina".  Greg Prato iz AllMusica pohvalio je album i izjavio: "Megadethov hrskav i otrovan thrash i dalje je snažan. Megadeth se nikad nije bojao pokazati svoje vještine dostojne progresivnog metala, a čini se da je postava iz 2007. baš prilagođena za sviranje 'zeznutih dijelova'. Mustaine i družina zvuče preporođeno." Rolling Stoneov kritičar Evan Serpick istaknuo je da album ima i manu, odnosno da zvuči previše kao i ostali prethodni uradci grupe. Ed Thompson iz IGN pohvalio je uradak i njegove političke stihove, izjavivši da "nudi tako snažne stavove, snažna mišljenja i toliko puno strastvenih govora da bi ga neki mogli zamijeniti za politički skup." O novoj je Megadethovoj postavi Jon Weiderhorn s MTV-ja izjavio: "Sistem ponovno u potpunosti funkcionira." U manje entuzijastičnoj recenziji BBC Musicov Eamonn Stack napisao je da su glazbene vještine za sviranje thrash metala očite, ali da je "oštrica" bila "otupljena radi brzine i tehničkog sviranja". United Abominations dobio je najviše glasova za najbolji metal album 2007. godine u anketi Guitar Worlda iz lipnja 2008., dok mu je posebnu počast dodijelio Brave Words & Bloody Knuckles svojim "Brave Pickom 2007. godine".
Mark Leon Goldberg na UN-ovom blogu 10. je srpnja 2007. objavio kako opovrgava optužbe iznesene u naslovnoj skladbi na albumu, "United Abominations". Goldberg je recenzirao pjesmu stih po stih i isticao ono za što je smatrao da su lažne optužbe. Napisao je: "Mi, UN-ovi dispečeri, nećemo dozvoliti da Megadethov bezumni i podulji diskurz prođe neosporeno. Poslušali smo [pjesmu] tako da vi ne morate".

## Popis pjesama
Tekstovi i glazba: Dave Mustaine, osim pjesme "Never Walk Alone... A Call to Arms", koju je napisao s Glenom Droverom. 
| 1.    | »Sleepwalker«                        | 5:53 |
| 2.    | »Washington Is Next!«                | 5:19 |
| 3.    | »Never Walk Alone... A Call to Arms« | 3:54 |
| 4.    | »United Abominations«                | 5:35 |
| 5.    | »Gears of War«                       | 4:25 |
| 6.    | »Blessed Are the Dead«               | 4:02 |
| 7.    | »Play for Blood«                     | 3:49 |
| 8.    | »À Tout le Monde (Set Me Free)«      | 4:11 |
| 9.    | »Amerikhastan«                       | 3:43 |
| 10.   | »You're Dead«                        | 3:18 |
| 11.   | »Burnt Ice«                          | 3:47 |
| 47:56 |                                      |      |

| Bonus skladba s japanske inačice albuma | Bonus skladba s japanske inačice albuma          | Bonus skladba s japanske inačice albuma | Bonus skladba s japanske inačice albuma | Bonus skladba s japanske inačice albuma | Bonus skladba s japanske inačice albuma | Bonus skladba s japanske inačice albuma | Bonus skladba s japanske inačice albuma | Bonus skladba s japanske inačice albuma | Bonus skladba s japanske inačice albuma |
| Br.                                     | Skladba                                          | Trajanje                                |                                         |                                         |                                         |                                         |                                         |                                         |                                         |
| --------------------------------------- | ------------------------------------------------ | --------------------------------------- | --------------------------------------- | --------------------------------------- | --------------------------------------- | --------------------------------------- | --------------------------------------- | --------------------------------------- | --------------------------------------- |
| 12.                                     | »Out on the Tiles« (obrada pjesme Led Zeppelina) | 4:03                                    |                                         |                                         |                                         |                                         |                                         |                                         |                                         |
| 51:59                                   |                                                  |                                         |                                         |                                         |                                         |                                         |                                         |                                         |                                         |

| Bonus skladba s inačice albuma za prednarudžbu | Bonus skladba s inačice albuma za prednarudžbu | Bonus skladba s inačice albuma za prednarudžbu | Bonus skladba s inačice albuma za prednarudžbu | Bonus skladba s inačice albuma za prednarudžbu | Bonus skladba s inačice albuma za prednarudžbu | Bonus skladba s inačice albuma za prednarudžbu | Bonus skladba s inačice albuma za prednarudžbu | Bonus skladba s inačice albuma za prednarudžbu | Bonus skladba s inačice albuma za prednarudžbu |
| Br.                                            | Skladba                                        | Trajanje                                       |                                                |                                                |                                                |                                                |                                                |                                                |                                                |
| ---------------------------------------------- | ---------------------------------------------- | ---------------------------------------------- | ---------------------------------------------- | ---------------------------------------------- | ---------------------------------------------- | ---------------------------------------------- | ---------------------------------------------- | ---------------------------------------------- | ---------------------------------------------- |
| 12.                                            | »Black Swan«                                   | 4:02                                           |                                                |                                                |                                                |                                                |                                                |                                                |                                                |
| 51:58                                          |                                                |                                                |                                                |                                                |                                                |                                                |                                                |                                                |                                                |

## Zasluge
| Megadeth - Dave Mustaine – vokali, gitara, produkcija, dodatno snimanje - Glen Drover – prateći vokali, gitara - James LoMenzo – prateći vokali, bas-gitara, dodatno snimanje - Shawn Drover – prateći vokali, bubnjevi, udaraljke Dodatni glazbenici - Chris Rodriguez – prateći vokali - Axel Mackenrott – klavijature - Cristina Scabbia – vokali (na pjesmi "À Tout le Monde (Set Me Free)") - Renaud Bernard – govor na francuskom jeziku (na pjesmi "United Abominations") - Djamila Zeghoudi – govor na francuskom jeziku (na pjesmi "United Abominations") - Brett Caldas-Lima – govor na francuskom jeziku (na pjesmi "United Abominations") | Ostalo osoblje - Lance Dean – dodatno snimanje, tonska obrada - Ken Eisennagel – dodatno snimanje, tonska obrada - Chase McKnight – dodatno snimanje, tonska obrada - Taz Mattar – tonska obrada - Kieran Pancsar – tonska obrada - Kevin Candela – dizajn - Andy Sneap – produkcija, miksanje, tonska obrada, mastering, snimanje - Jeff Balding – produkcija, tonska obrada, snimanje - John Lorenzi – naslovnica, ilustracije |

## Ljestvice
| Ljestica (2007.)       | Debitantska pozicija |
| ---------------------- | -------------------- |
| Australija             | 23                   |
| Austrija               | 17                   |
| Finska                 | 2                    |
| Francuska              | 40                   |
| Italija                | 24                   |
| Irska                  | 31                   |
| Japan                  | 9                    |
| Kanada                 | 5                    |
| Nizozemska             | 49                   |
| Norveška               | 21                   |
| Njemačka               | 28                   |
| SAD (Billboard 200)    | 8                    |
| Švedska                | 15                   |
| Švicarska              | 38                   |
| Ujedinjeno Kraljevstvo | 23                   |